# Dmitry Kaldun

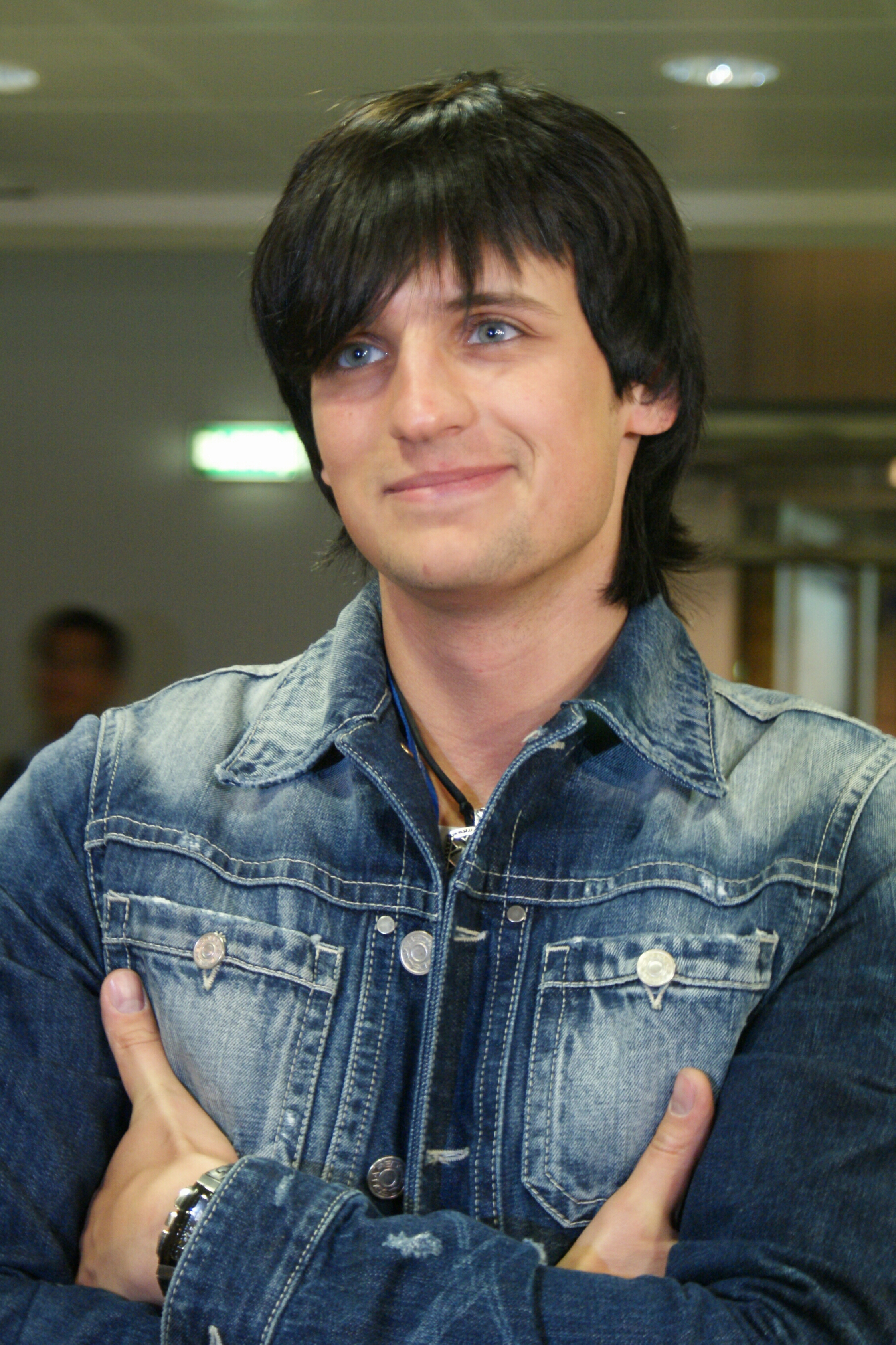
Dmitry Kaldun (2009)

Dmitry Kaldun (belarussisch Дмітры Калдун; russisch Дмитрий Александрович Колдун Dmitri Alexandrowitsch Koldun; * 11. Juni 1985 in Minsk), auch als Koldun bekannt, ist ein belarussischer Sänger. Er vertrat sein Land beim Eurovision Song Contest 2007 (ESC) in Helsinki.

## Biografie

### Ausbildung und Beginn der Musikkarriere
Dmitry Kaldun wurde 1985 in Minsk, in der damaligen Sowjetunion, geboren. Seine Mutter war Gründungsmitglied des belarussischen Prinzessin-Diana-Fanclubs. Er begeisterte sich als Kind für Musik, Literatur und die Naturwissenschaften, woraufhin er später ein Chemie-Studium an der staatlichen belarussischen Universität in seiner Heimatstadt begann, das er 2007 abschloss.
2004 erreichte Kaldun das Finale der Castingshow People's artist-2 des russischen Fernsehsenders Rossija 1. Von 2004 bis 2005 war der Sänger unter Michail Finberg Mitglied des Staatlichen Symphonieorchesters und nahm mit unterschiedlichen Erfolg an nationalen Musikfestivals wie Molodechno 2005 und Slaviansky Bazaar in Wizebsk teil.
2006 nahm Kaldun ohne Erfolg am belarussischen Vorentscheid zum 51. Eurovision Song Contest in Athen teil, wo er mit dem englischsprachigen Titel May Be angetreten war. Einem breiten Publikum wurde er noch im selben Jahr durch seine Teilnahme bei der sechsten Auflage der Castingshow Star Factory des russischen Fernsehsenders Channel One bekannt. Er gewann die russische Variante von Pop Idol und trat später auf Einladung von Klaus Meine mit der deutschen Hard-Rock-Band Scorpions und dem Song Still Loving You auf. In der Folge unterschrieb er einen Vertrag bei der National Music Corporation und trat in der neu gegründeten Band K.G.B. auf.

### Teilnahme am Eurovision Song Contest

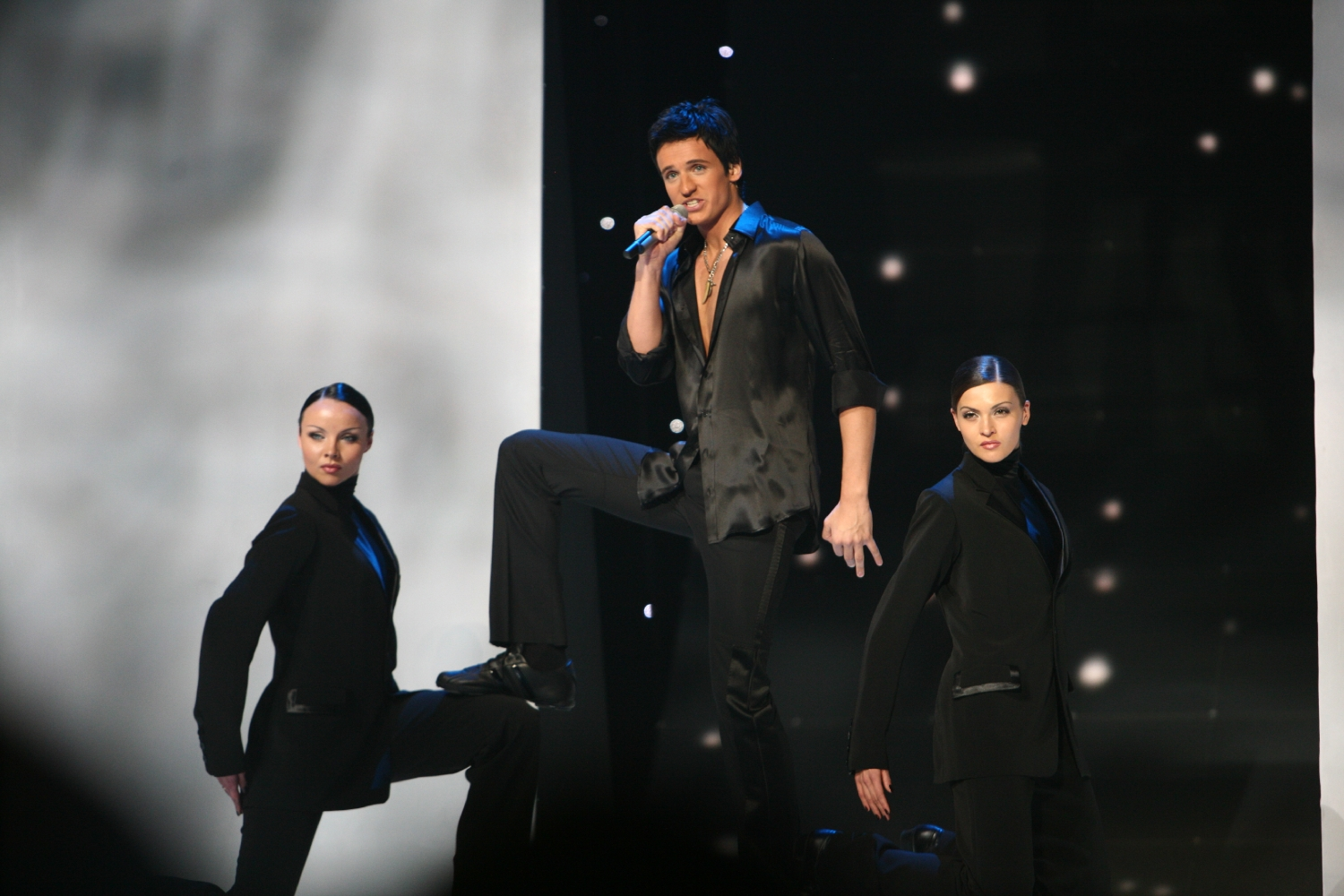
Kaldun im Finale des Eurovision Song Contest 2007

2007 nahm Kaldun das zweite Mal am belarussischen ESC-Vorentscheid EuroFest teil. Dort kam er durch das Zuschauervotum und die Gunst der Expertenjury um seinen ehemaligen Mentor Michail Finberg unter die letzten drei Finalteilnehmer. Per Juryentscheid wurde Kalduns englischsprachiger Song Work Your Magic als Siegertitel bestimmt, was ihn für die Teilnahme am Halbfinale des Eurovision Song Contest 2007 im finnischen Helsinki qualifizierte. Der Pop-Titel wurde von dem bekannten russischen Musiker Filipp Kirkorow, Teilnehmer am Eurovision Song Contest 1995, komponiert und von Karen A. Kawalerjan getextet. Letztgenannter hatte sich beim ESC 2006 für den russischen Beitrag Never Let You Go verantwortlich gezeigt, mit dem Dima Bilan einen zweiten Platz belegte.
Mit Work Your Magic, der wegen seiner Orchestrierung Medienvertreter stark an James-Bond-Songs wie Shirley Basseys Goldfinger und Diamonds Are Forever erinnert, konnte sich Kaldun am 10. Mai unter die zehn beliebtesten Titel des ESC-Halbfinales platzieren, was die Qualifikation für das zwei Tage später stattfindende Finale bedeutete. Bei den internationalen Wettbüros wurde der belarussische Sänger neben Verka Serduchka aus der Ukraine und der Serbin Marija Šerifović als Mitfavorit gehandelt und belegte, bei einem Sieg von Šerifović, schließlich den 6. Platz. Im Vorfeld des ESC hatte Kaldun auf einer Promotiontour unter anderem gemeinsam mit der bosnischen Teilnehmerin Marija Šestić die Niederlande besucht.

## Diskografie

### Alben
- 2009: Колдун
- 2012: Ночной пилот
- 2013: Город больших огней
- 2015: Манекен
- 2024: Верю в хорошее

### EPs
- 2020: Граффити

### Singles (Auswahl)
- 2007: Work Your Magic
- 2009: Дай Мне Силу
- 2012: Корабли
- 2015: Почему
- 2019: Пёс бродячий
- 2023: До свидания (mit Anita Zoi)